# Oscaravis olsoni
Az Oscaravis olsoni a madarak (Aves) osztályának újvilági keselyűalakúak (Cathartiformes) rendjébe, ezen belül a Teratornithidae családjába tartozó fosszilis Oscaravis nem egyetlen faja.

## Neve
Először a Teratornis nembe sorolták Teratornis olsoni néven.

## Elterjedése
A mai Kuba területén volt honos.

## Kihalása
A pleisztocén földtörténeti korszak végén halt ki.

## Fordítás
Ez a szócikk részben vagy egészben  az   Oscaravis című angol Wikipédia-szócikk ezen változatának fordításán alapul.  Az eredeti cikk szerkesztőit annak laptörténete sorolja fel. Ez a jelzés csupán a megfogalmazás eredetét és a szerzői jogokat jelzi, nem szolgál a cikkben szereplő információk forrásmegjelöléseként.